# Palestro-Klasse
| Palestro-Klasse      | Palestro-Klasse |
| -------------------- | --- |
| Palestro-Klasse      | |
| Überblick            | |
| Schiffstyp:          | cacciatorpediniere Zerstörer ab 1938: torpediniere Torpedoboot |
| Einheiten:           | 4 |
| Bauwerft:            | Fratelli Orlando & Co in Livorno |
| Kiellegung:          | April/Mai 1917 |
| 1. Stapellauf:       | 23. März 1919 Palestro |
| 1. Indienststellung: | 26. Januar 1921 Palestro |
| Einsatz bis:         | 19. Oktober 1944 Versenkung von TA 18 ex Solferino |
| Technische Daten     | |
| Verdrängung:         | 875 ts (Standard) 1.076 tn.l. maximal |
| Länge:               | 81,9 m ü.a., 80,0 m pp. |
| Breite:              | 8,0 m |
| Tiefgang:            | 2,7 m |
| Antrieb:             | 4 Thornycroft-Kessel 2 Zoelly-Turbinen 18.000 PS |
| Geschwindigkeit:     | 32 kn |
| Treibstoffvorrat:    | 208 t Öl |
| Reichweite:          | 1.970 sm bei 14 kn |
| Besatzung:           | 106 bis 125 |
| Bewaffnung:          | 4× 102-mm-L/45-Geschütze 2× 76-mm-L/40-Geschütze 2 ×6,5-mm-Colt-Browning-MGs 4× 457-mm-Torpedorohre (2×2) bis 39 Seeminen zuletzt TA 19 1944: 2× 102-mm-L/45-Geschütze 10× 20-mm-L/65-MK 1× 2 533-mm-Torpedorohre |

Die Palestro-Klasse war eine Klasse von vier Zerstörern der italienischen Regia Marina. Die 1921 bis 1923 fertiggestellten Schiffe waren eine Weiterentwicklung der von derselben Werft 1914 gelieferten Schiffe der Audace-Klasse. Am 1. Oktober 1938 wurden die vier Zerstörer zu Torpedobooten umklassifiziert. Geplante Umbauten mit einer erheblichen Verstärkung der Nahbereichsflugabwehr unterblieben.
Im Zweiten Weltkrieg waren die Boote vorrangig zum Geleitdienst eingesetzt. Palestro und Confienza gingen im Herbst 1940 verloren. Nach dem Waffenstillstand von Cassibile wurden San Martino und Solferino in der Ägäis von den Deutschen besetzt. Sie kamen schließlich als TA 17 und TA 18 zur dort aufgestellten 9. Torpedoboots-Flottille der Kriegsmarine und gingen 1944 in der Ägäis verloren.

## Geschichte
Die vier Zerstörer der Klasse (Palestro, Confienza, San Martino und Solferino) wurden bei Fratelli Orlando & Co in Livorno gebaut. Die 1915 entworfenen Schiffe wurden im April/Mai 1917 auf Kiel gelegt. Wegen der Materialknappheit im Ersten Weltkrieg kam der Bau nur sehr schleppend voran. Das Typschiff Palestro lief erst am 23. März 1919 vom Stapel und wurde im Januar 1921 fertiggestellt. Die Schwesterschiffe folgten bis zum April 1923.
Der Auftrag für vier weitere Zerstörer wurde ab Januar 1920 nach einem abgeänderten Entwurf begonnen. Diese Schiffe bildeten die Curtatone-Klasse und kamen zwischen Juni 1923 und Juni 1924 in den Dienst der italienischen Marine.

### Technische Beschreibung
Die vier Zerstörer der Palestro-Klasse waren eine Weiterentwicklung des Audace-Typs der Bauwerft von 1914. Gegenüber diesem wurde der Rumpf etwa 4,5 m länger.
Die Boote hatten eine Typverdrängung von 875 ts.
Die 81,9 m langen Zerstörer wurden wie ihre beiden Vorläufer von Zoelly-Turbinen angetrieben. Vier Thornycroft-Kessel erzeugten den Dampf für die beiden Turbinensätze, die auf zwei Wellen wirkten und 18.000 WPS leisteten. Die angegebene Höchstgeschwindigkeit von 32 Knoten (kn) wurde wohl nur unter Probefahrtsbedingungen erreicht.
Mit der Bunkerkapazität von 208 t Öl lag der Fahrbereich bei 1970 Seemeilen bei 14 kn Fahrt. Im Laufe der Dienstzeit sanken sowohl Höchstgeschwindigkeit als auch der Fahrbereich. Zum Ende konnten noch 25 kn erreicht werden.
Mit ihren zwei Schornsteinen unterschieden sich diese bei Orlando gefertigten Zerstörer äußerlich von der Mehrzahl der italienischen Zerstörer, die seit der ersten Soldati-Klasse von 1907 drei Schornsteine hatten, so auch die von 1910 bis 1922 entstandenen 34 Zerstörer der Indomito-Klasse und ihrer Weiterentwicklungen mit den Pilo-, Sirtori-, La Masa- und Cantore-Klassen. Nur die im gleichen Zeitraum bei Ansaldo entstandenen, größeren esploratori  der Poeri- und Mirabello-Klasse hatten auch zwei Schornsteine.
Ab der von der Palestro-Klasse abgeleiteten Curtatone-Klasse bis zum Beginn der 1930er Jahre waren die nachfolgenden Zerstörer-Neubauten für die Italienische Marine Zwei-Schornsteiner.

### Bewaffnung
Die ursprüngliche Bewaffnung bestand aus vier 102-mm-L/45-Geschützen des Typs 102/45 Mod. 1917, einem italienischen Nachbau des von Armstrong entwickelten QF-4-inch-Mk.V-Schiffsgeschützes. Zwei Geschütze wurden nebeneinander auf dem Vorschiff vor dem Brückenhaus aufgestellt; die beiden anderen standen auf der Mittellinie auf dem Achterschiff hintereinander.
Zur Abwehr von Angriffen aus der Luft wurden zwei von Ansaldo gefertigte 76-mm-L/40-Flakgeschütze vom Typ 76/40 Mod. 1916 RM in Einzellafetten aufgestellt. Dieses Geschütz war ebenfalls eine italienische Variante eines von der Firma Armstrong für die Royal Navy entwickelten Geschützes (QF 12 pounder 12 cwt). Auch wurden auf den Schiffen zwei 6,5-mm-Maschinengewehre der Bauart Colt-Browning installiert.
Dazu verfügten die Zerstörer über vier 457-mm-Torpedorohre in zwei Zwillingssätzen. Daneben konnten bis zu 38 Seeminen mitgeführt werden.
Die Besatzung bestand anfangs aus 106 Offizieren und Mannschaften.

### Einsatzgeschichte
Die vier Zerstörer dienten von ihrer Indienststellung bis 1938 in verschiedenen Verbänden der Regia Marina und erledigten verschiedene Aufgaben. So diente die Palestro nach der Inbetriebnahme für die Marineakademie von Livorno. Zwischen dem 3. und 5. Mai 1921 transportierte sie den Sarg des Ex-Königs Nikolaus I. von Montenegro aus Antibes nach Sanremo.

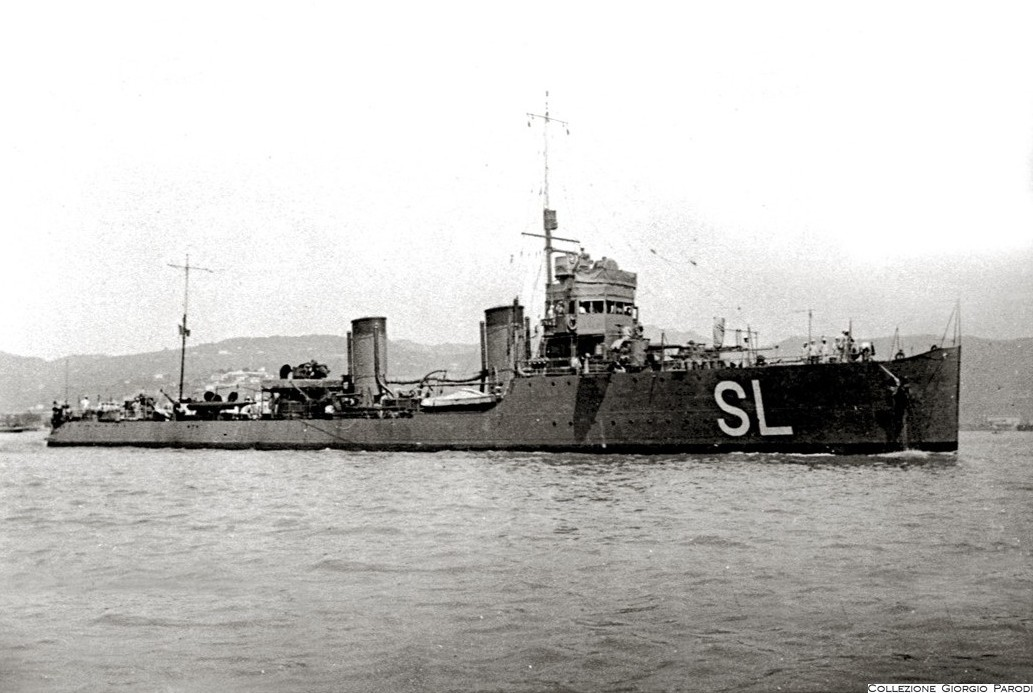
Die Solferino 1925

Im April 1922 wurde die neue Solferino der in Konstantinopel stationierten Divisione del Levante zugeteilt, wo sie über ein Jahr verblieb. Arbeitsgebiet des Zerstörers war die türkische Küste an der Ägäis und der Dodekanes. 1924 wurde der Zerstörer am Tyrrhenischen Meer stationiert und begleitete mehrmals die Königsyacht Savoia.
Die gerade in Dienst gestellte Confienza nahm 1923 an der zeitweisen Besetzung von Korfu teil und wurde 1925 auf der Donau eingesetzt.
Die San Martino war 1926 drei Monate im Roten Meer stationiert.
In den zwanziger Jahren besuchten die Zerstörer mehrfach Häfen im östlichen Mittelmeer und an der Küste Nordafrikas.
So begleitete im Mai / Juni 1929 Palestro mit dem esploratore Augusto Riboty und drei Zerstörern der Curtatone-Klasse den Zweiten Massenflug Italo Balbos von Tarent über Athen, Istanbul und Varna nach Odessa (Crociera Aerea del Mediterraneo Orientale). Auf dem Rückflug wurde das rumänische Konstanza an Stelle von Varna angeflogen. Die Begleitschiffe liefen auch die Etappenziele an und bezogen Sicherungspositionen an der geplanten Flugroute, wenn die Flugboote ihr nächstes Ziel anflogen.
1929 bildeten alle vier Schiffe der Klasse in Tarent das VII. Zerstörer-Geschwader. Zusammen mit dem aus den Einheiten der Curtatone-Klasse gebildeten VIII. Geschwader gehörten sie zu der von dem esploratore Augusto Riboty geführten 4. Zerstörerflottille.
1934–1935 verlegte die Palestro ins Rote Meer, wo sie neben dem Kreuzer Bari, dem Flottillenführer Pantera, dem Torpedoboot Audace und einigen Hilfsschiffen zum Einsatz kam. Anschließend verlegte sie in die Kyrenaika.

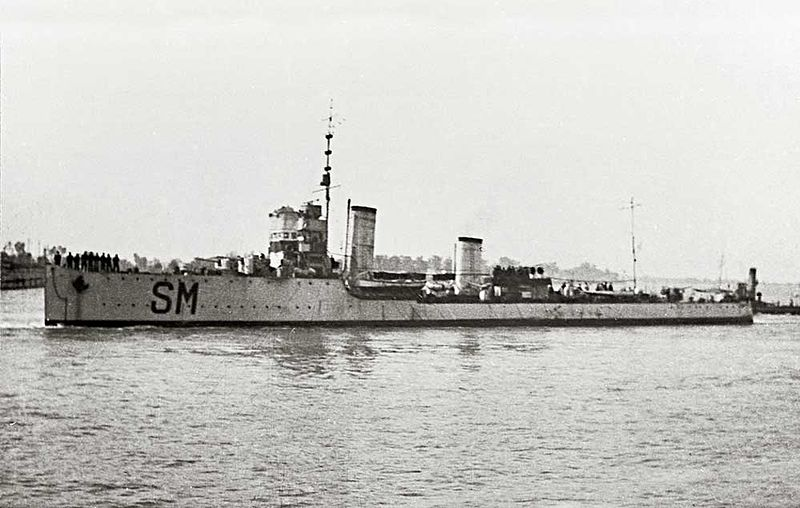
Die San Martino 1938

Durch ihre vielen Einsätze waren die Zerstörer 1937 stark abgefahren. Da sie nicht mehr dem Standard moderner Zerstörer entsprachen, wurden die vier Boote am 1. Oktober 1938 zu Torpedobooten umklassifiziert. Eine geplante Umbewaffnung mit einer erheblichen Verstärkung der Nahbereichsflugabwehr erfolgte bis zum Eintritt Italiens in den Zweiten Weltkrieg nicht mehr. Allerdings hatte sich das Aussehen der Schiffe durch die Verlängerung des vorderen Schornsteins verändert.
Im Juni 1940 bildeten die Einheiten der Klasse (Palestro, Confienza, San Martino, Solferino) das 15. Torpedoboot-Geschwader in Venedig.

#### Einsätze im Weltkrieg
Nach verschiedenen Kontroll- und Überwachungsaufgaben in der Adria verlegten die vier Torpedoboote in die südliche Adria und wurden bei der Schaffung des Comando Superiore Traffico Albania (Maritrafalba) am 20. August 1940 diesem zugewiesen. Sie sicherten mit den beiden ältesten Zerstörern der Mirabello-Klasse und weiteren neun ehemaligen Zerstörern (u. a. die vier Boote der Curtatone-Klasse) die Überführung von Truppen und Material nach Albanien in Vorbereitung des Griechisch-Italienischen Krieges.
Schon am 22. September 1940 versenkte das britische U-Boot Osiris auf der Position 41° 19′ Nord / 18° 34′ Ost, etwa 40 sm westlich von Durres die Palestro, die drei leere Transporter nach Brindisi geleiten sollte. Der Zerstörer lief mit einer geringen Geschwindigkeit um sein Geleit, das nur 7 kn erreichte. Als man drei auf das Schiff zulaufende Torpedos erkannte, versuchte der Zerstörer auszuweichen, wurde jedoch in der Drehung von einem Torpedo kurz hinter der Brücke getroffen. Der Torpedo traf im Bereich des vordersten Kessels und einer Munitionskammer und löste eine erhebliche Explosion aus, die den Zerstörer teilte. Der Bugteil sank sofort, das hintere Teil nach wenigen Minuten. Auf dem Zerstörer starben 72 Mann, die Transporter konnten noch 53 Überlebende retten.

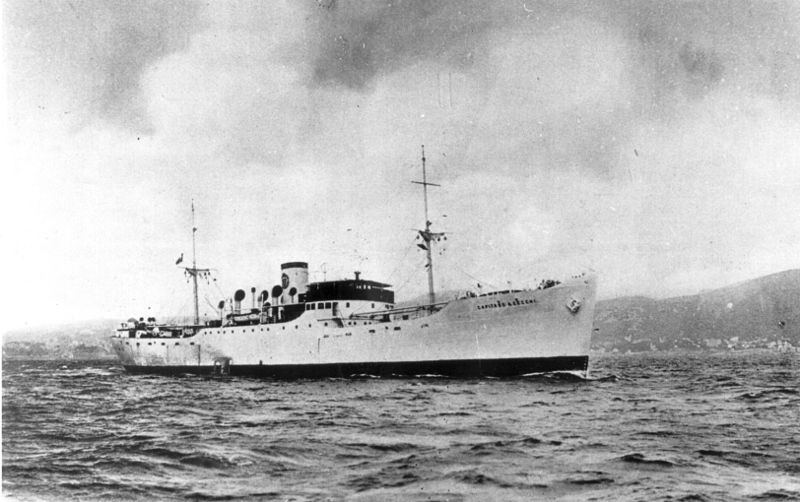
Die Capitano A. Cecchi noch als Bananenfrachter

Am 19. November 1940 verließ die Confienza Durres mit drei leeren Frachtern nach Brindisi, wo sie am Abend eintrafen. Vor dem abgedunkelten Hafen traf gleichzeitig der Hilfskreuzer Capitano A. Cecchi aus Valona/Vlora ein, der mit dem Zerstörer kollidierte. Der Hilfskreuzer, der einen Schaden am Bug erlitt, übernahm die Besatzung des schwerbeschädigten Torpedobootes und versuchte es nach Brindisi zu schleppen. Der Rettungsversuch war vergebens: nach etwa einer Stunde und zwanzig Minuten zerbrach und sank die Confienza kurz nach Mitternacht zwei Meilen vor Brindisi.
Die beiden verbliebenen Boote wurden weiterhin im Geleitdienst eingesetzt. Haupteinsatzgebiet blieb die Strecke nach Albanien und dann nach Griechenland, aber Geleitfahrten nach Nordafrika kamen auch vor. 1942 wurden beide Schiffe umbewaffnet. Sie gaben zwei der 102-mm-Kanonen und die beiden 76-mm-Geschütze ab und erhielten sechs moderne 20-mm-Flugabwehr-Maschinenkanonen der Bauart Breda sowie zwei Wasserbomben-Werfer aus deutscher Fertigung.
Die Solferino war ab Ende August 1942 in der Ägäis stationiert und diente in der Geleitsicherung der Versorgung der italienischen Garnisonen in der Ägäis. Bei der Verkündung des Waffenstillstands zwischen Italien und den Alliierten befand sich die Solferino in der Suda-Bucht (Kreta) zusammen mit der Castelfidardo.
Die San Martino kam erst im August 1943 in die Ägäis. Bei der Kapitulation der Italiener lag das Torpedoboot in Piräus mit den Zerstörern Francesco Crispi und Turbine sowie dem Torpedoboot Calatafimi. Die italienischen Besatzungen wurden von den Deutschen gezwungen, ihre Schiffe zu räumen.

#### Weitere Einsätze unter deutscher Flagge
Die Deutschen stellten die San Martino und Solferino in den Dienst der Kriegsmarine, die sie als TA 17 und TA 18 zur Geleitsicherung einsetzte. Sie bildeten mit anderen erbeuteten italienischen Einheiten die 9. Torpedobootsflottille der Kriegsmarine.
TA 17 wurde schon im November 1943 als Sicherung der Transporte der deutschen Kampfgruppe Müller eingesetzt, die die von den Briten im Zuge ihres Dodekanes-Feldzugs besetzten Inseln wieder zurückeroberte. Dabei dienten die Beuteschiffe auch als schnelle Truppentransporter und gaben auch den Landungstruppen Artillerieunterstützung. Erstes Ziel der aus der 22. Infanterie-Division gebildeten Kampfgruppe war die Insel Leros. Nach der Kapitulation der alliierten Truppen auf Samos am 22. November 1943 war die Rückeroberung des Dodekanes abgeschlossen.
In der Folgezeit begann eine rege Geleittätigkeit, um die deutschen Inselgarnisonen zu versorgen und die Kampftruppen gegen Besatzungstruppen auszutauschen. Die weiterhin häufigen Luftangriffe der Alliierten führten zu einer weiteren Verstärkung der Flugabwehrbewaffnung mit einer deutschen 3,7-cm-C/30-FlaK.
Auch wurden die italienischen Truppen von den Inseln zum Festland überführt. Als Militärinternierte sollten sie als Zwangsarbeiter im Deutschen Reich eingesetzt werden. Im Geleit der Torpedoboote TA 16 (ex Castelfidardo), TA 19 (ex Calatafimi) und TA 17 sank am 12. Februar 1944 der Dampfer Oria (2127 BRT) bei Kap Sounion infolge eines Navigationsfehlers bei sehr stürmischem Wetter und ging durch Strandung verloren. Mehr als 4000 der 4160 eingeschifften italienischen „Militärinternierten“ kamen bei diesem zweiten Versuch, von Rhodos Piräus zu erreichen, ums Leben. Die alten Torpedoboote waren nicht in der Lage, viele Schiffbrüchige zu retten und liefen nach Piräus weiter.
Wahrscheinlich erhielt TA 17 am 18. Juni 1944 einen Minentreffer und wurde danach nicht wieder einsatzbereit. Am 18. September 1944 wurde das in Reparatur befindliche Torpedoboot bei einem Luftangriff auf Piräus so stark beschädigt, dass eine Reparatur nicht mehr möglich war. Am 12. Oktober 1944 wurde die ehemalige San Martino wohl erneut von Flugzeugen getroffen; TA 17 sank im Hafen von Piräus beim Abzug der Deutschen.
Das anfangs von den Deutschen nur als Ersatzteilspender genutzte Schwesterschiff Solferino wurde 1944 doch noch instand gesetzt und am 25. Juli 1944 als TA 18 von der Kriegsmarine in Dienst gestellt. Vom 30. September bis 3. Oktober 1944 liefen als ein letztes größeres deutsches Geleit der Dampfer Zar Ferdinand (1994 BRT) und der Tanker Berta (1810 BRT), gesichert durch TA 18, zwei U-Boot-Jäger und zwei Hafenschutzboote, von Piräus nach Saloniki. Am 2. Oktober versenkte das französische U-Boot Curie 19 sm nordwestlich von Skiathos die Zar Ferdinand, am 3. die britische Unswerving 4 sm südlich der Halbinsel Cassandra die Berta.
Am 19. Oktober 1944 war TA 18 auf dem Weg nach Saloniki, als sie südlich von Volos von den britischen Zerstörern Termagant und Tuscan entdeckt und beschossen wurde. Da der Kommandant keine Chance sah, dem präzisen Feuer zu entkommen, versuchte er, das beschädigte Schiff auf die Küste zu setzen. Die britischen Zerstörer setzten ihr Feuer fort, bis das Schiff auf der Position 37°45' Nord / 26°59' Ost vollständig zerstört war.

### Einheiten
| Name           | Kiellegung | Stapellauf | in Dienst  | Verbleib |
| -------------- | ---------- | ---------- | ---------- | --- |
| Palestro PT    | 12.04.1917 | 23.03.1919 | 26.01.1921 | am 22. September 1940 westlich von Durres durch das britische U-Boot Osiris versenkt                         |
| Solferino SL   | 21.04.1917 | 28.04.1920 | 31.10.1921 | als TA 18 der Kriegsmarine am 19. Oktober 1944 durch die britischen Zerstörer Termagant und Tuscan versenkt. |
| San Martino SM | 30.04.1917 | 8.09.1920  | 10.10.1922 | als TA 17 der Kriegsmarine beschädigt am 12. Oktober 1944 in Piräus durch Luftangriffe endgültig zerstört.   |
| Confienza CF   | 10.05.1917 | 18.12.1920 | 25.04.1923 | am 22. November 1940 nach Kollision mit dem Hilfskreuzer Capitano A. Cecchi vor Brindisi gesunken.           |